# Barnhuskyrkan
Barnhuskyrkan var en kyrkobyggnad i Barnhusförsamlingen, Stockholm och tillhörde Stockholms stift.

## Kyrkobyggnaden
Barnhuskyrkan var en kyrkobyggnad i Barnhusförsamlingen, Stockholm och togs i bruk hösten 1638. år 1640. Kyrkan byggdes om på 1700-talet av arkitekten Carl Henrik König. Den sista gudstjänsten i Barnhusförsamlingens regi hölls den 3 mars 1786. Åren 1793–1803 användes Barnhuskyrkan till gudstjänstlokal för  Svea livgarde och blev 1814 direktionssal för barnhusets direktion. Kyrkobyggnaden revs då inrättningen flyttades till  Norrtullsgatan 1885.
Den 24 juni 1699 invigdes den nybyggda predikstolen. 1708 byggdes en klockstapel med två klockor som invigdes på pingstdagen.

## Inventarier
- Dopfunt i träd som köptes in 1717 och målades vid av målaren Joachim Samuel Storm.[3]
- En oblatask i mässing som skänktes januari 1698 av Samuel Stecker och hans hustru.[3]
- Predikstol som invigdes 24 juni 1699.[3]
- Altartavla som föreställde Kristi födelse och de Tre vise männen.[3]

### Ljusredskap
- En ljusarm i malm med tre pipor från före 1697. Ljusarmen satt på predikstolen.[3]
- En ljusstake i malm med fem pipor från före 1697. Ljusstaken stod på altaret.[3]
- En ljuskrona i malm som skänktes i maj 1697 av kopparslagaren Petter Olofsson. Ljuskronan hängde över gången.[3]
- Två stor tennljusstakar som skänktes julen 1715 av tenngjutarämbetet.[3]

### Textilier
- Ett altarkläde av rosigt sidentyg skänktes 1702 av grevinnan Märta Fleming.[3]
- En mässhake av blott blommerat sidentyg, skänktes 1706 av apotekareänkan Swan.[3]

### Tavlor
- En tavla med treenighetsläran, skänktes i april 1700 av orgelbyggaränkan.
- En tavla med Kristi lidande, skänktes 1707 av guldsmeden Waldon.[3]
- En liten psalmtavla.[3]

### Orgel
- 1710 fick kyrkan ett positiv med 2 stämmor.[4]
- Under 1700-talet köptes en orgel med 6 stämmor av snickaren Eric German. Orgeln var 1773 alldeles förlorad.[4] Orgeln flyttade 1788 till Fresta kyrka.[5]

| Manual          |
| Gedackt 8'      |
| Principal 4'    |
| Flöjt 4'        |
| Qvinta 3'       |
| Oktava 2'       |
| Sesquialtera II |
| Tremulant       |